# Лисолає
Лисолає (пол. Łysołaje) — село в Польщі, у гміні Мілеюв Ленчинського повіту Люблінського воєводства. Населення — 389 осіб (2011).

## Історія
У 1921 році село і фільварок Лисолає входили до складу гміни Ящув Люблінського повіту Люблінського воєводства Польської Республіки.

## Населення
Станом на 10 вересня 1921 року в селі налічувалося 75 будинків та 540 мешканців, з них:
- 263 чоловіки та 277 жінок;
- 2 православні, 534 римо-католики, 4 юдеї;
- 1 українець, 535 поляків, 4 євреї.

Водночас станом на 10 вересня 1921 року на фільварку Лисолає налічувалося 11 будинків та 386 мешканців, з них:
- 163 чоловіки та 223 жінки;
- 122 православні, 264 римо-католики;
- 122 українці, 264 поляки.

Демографічна структура станом на 31 березня 2011 року:
|          | Загалом | Допрацездатний вік | Працездатний вік | Постпрацездатний вік |
| -------- | ------- | ------------------ | ---------------- | -------------------- |
| Чоловіки | 194     | 44                 | 132              | 18                   |
| Жінки    | 195     | 38                 | 114              | 43                   |
| Разом    | 389     | 82                 | 246              | 61                   |